# Cyrioctea raveni
Cyrioctea raveni là một loài nhện trong họ Zodariidae.
Loài này thuộc chi Cyrioctea. Cyrioctea raveni được Norman I miêu tả năm 1988. Platnick & Griffin.
1. ↑  Platnick, Norman I. (2010): The world spider catalog, version 10.5. American Museum of Natural History.

biologie|2011|10|21}}